# Снега больше не будет
Снега больше не будет (пол. Śniegu już nigdy nie będzie) — польский фильм 2020 года режиссёров Малгожаты Шумовской и Михала Энглерта. Фильм вошёл в основную программу 77-го Венецианского кинофестиваля. Фильм также был выдвинут как кандидат от Польши на кинопремию «Оскар» за лучший фильм на иностранном языке на 93-й церемонии вручения наград.

## В ролях
| Актёр            | Роль             |
| ---------------- | ---------------- |
| Алек Утгофф      | Женя             |
| Майя Осташевская | Мария            |
| Агата Кулеша     | Ева              |
| Вероника Росати  | Вика / Мать Жени |
| Катажина Фигура  | Гуччи            |
| Анджей Хыра      | Капитан          |
| Лукаш Симлат     | муж Вики         |

## Награды
По данным сайта Internet Movie Database, фильм получил 1 кинопремию и шесть других номинаций.